# Manuel Lanzini
Manuel Lanzini (Buenos Aires, Argentína, 1993. február 15. –) argentin válogatott labdarúgó, jelenleg az angol West Ham United FC játékosa. Posztját tekintve támadó középpályás.

## Pályafutása

### River Plate
Már fiatal korától az argentin CA River Plate játékosa volt. 2010. április 8-án debütált az Atletico Tigre ellen.

### Válogatott
Lanzini ugyan bekerült az argentin válogatott 2018-as világbajnoki keretébe, ám a torna előtt egy héttel megsérült.

## Sikerei, díjai

### Klub
- West Ham United
  - UEFA Konferencia Liga: 2022–2023[5]